# The Parson Who Fled West
Pour plus de détails, voir Fiche technique et Distribution.

The Parson Who Fled West est un film muet américain réalisé par Burton L. King, sorti en 1915.

## Fiche technique
- Titre : The Parson Who Fled West
- Réalisation : Burton L. King
- Scénario :
- Producteur : William Selig
- Société de production : Selig Polyscope Company
- Sociétés de distribution : General Film Company (États-Unis)
- Pays d'origine :  États-Unis
- Langue : film muet avec les intertitres en anglais américain
- Métrage : 300 m
- Format : Noir et blanc — 35 mm — 1,33:1 — Muet
- Genre : Western
- Durée : 10 minutes
- Dates de sortie : 
  -  États-Unis : 13 juillet 1915

## Distribution
- Tom Mix